# Grand Prix Formule 1 van Groot-Brittannië 2022
De Grand Prix Formule 1 van Groot-Brittannië 2022 werd verreden op 3 juli op het Silverstone Circuit bij Silverstone. Het was de tiende race van het seizoen. 

## Vrije trainingen
Tijdens de eerste vrije training wisten slechts negen coureurs een tijd neer te zetten door de regen. Een minuut voor het einde was er een rode vlag omdat Lance Stroll in de grindbak belandde.

### Uitslagen
- Enkel de top vijf wordt weergegeven.

| Vrije training 1 | Pos. | Nr. | Coureur          | Constructeur         | Tijd     |
| ---------------- | ---- | --- | ---------------- | -------------------- | -------- |
| Vrije training 1 | 1    | 77  | Valtteri Bottas  | Alfa Romeo-Ferrari   | 1:42.249 |
| Vrije training 1 | 2    | 44  | Lewis Hamilton   | Mercedes             | 1:42.781 |
| Vrije training 1 | 3    | 55  | Carlos Sainz jr. | Ferrari              | 1:42.967 |
| Vrije training 1 | 4    | 16  | Charles Leclerc  | Ferrari              | 1:43.801 |
| Vrije training 1 | 5    | 47  | Mick Schumacher  | Haas-Ferrari         | 1:43.895 |
| Vrije training 2 | Pos. | Nr. | Coureur          | Constructeur         | Tijd     |
| Vrije training 2 | 1    | 55  | Carlos Sainz jr. | Ferrari              | 1:28.942 |
| Vrije training 2 | 2    | 44  | Lewis Hamilton   | Mercedes             | 1:29.105 |
| Vrije training 2 | 3    | 4   | Lando Norris     | McLaren-Mercedes     | 1:29.118 |
| Vrije training 2 | 4    | 1   | Max Verstappen   | Red Bull Racing-RBPT | 1:29.149 |
| Vrije training 2 | 5    | 16  | Charles Leclerc  | Ferrari              | 1:29.404 |
| Vrije training 3 | Pos. | Nr. | Coureur          | Constructeur         | Tijd     |
| Vrije training 3 | 1    | 1   | Max Verstappen   | Red Bull Racing-RBPT | 1:27.901 |
| Vrije training 3 | 2    | 11  | Sergio Pérez     | Red Bull Racing-RBPT | 1:28.311 |
| Vrije training 3 | 3    | 16  | Charles Leclerc  | Ferrari              | 1:28.348 |
| Vrije training 3 | 4    | 63  | George Russell   | Mercedes             | 1:28.426 |
| Vrije training 3 | 5    | 44  | Lewis Hamilton   | Mercedes             | 1:28.488 |

## Kwalificatie
Carlos Sainz jr. behaalde de eerste pole position in zijn carrière.
| Pos.                     | Nr. | Coureur          | Constructeur          | Kwalificatietijden | Kwalificatietijden | Kwalificatietijden | Grid |
| Pos.                     | Nr. | Coureur          | Constructeur          | Q1                 | Q2                 | Q3                 | Grid |
| ------------------------ | --- | ---------------- | --------------------- | ------------------ | ------------------ | ------------------ | ---- |
| 1                        | 55  | Carlos Sainz jr. | Ferrari               | 1:40.190           | 1:41.602           | 1:40.983           | 1    |
| 2                        | 1   | Max Verstappen   | Red Bull Racing-RBPT  | 1:39.129           | 1:40.655           | 1:41.055           | 2    |
| 3                        | 16  | Charles Leclerc  | Ferrari               | 1:39.846           | 1:41.247           | 1:41.298           | 3    |
| 4                        | 11  | Sergio Pérez     | Red Bull Racing-RBPT  | 1:40.521           | 1:42.513           | 1:41.616           | 4    |
| 5                        | 44  | Lewis Hamilton   | Mercedes              | 1:40.428           | 1:41.062           | 1:41.995           | 5    |
| 6                        | 4   | Lando Norris     | McLaren-Mercedes      | 1:41.515           | 1:41.821           | 1:42.084           | 6    |
| 7                        | 14  | Fernando Alonso  | Alpine-Renault        | 1:41.598           | 1:42.209           | 1:42.116           | 7    |
| 8                        | 63  | George Russell   | Mercedes              | 1:40.028           | 1:41.725           | 1:42.161           | 8    |
| 9                        | 24  | Zhou Guanyu      | Alfa Romeo-Ferrari    | 1:40.791           | 1:42.640           | 1:42.719           | 9    |
| 10                       | 6   | Nicholas Latifi  | Williams-Mercedes     | 1:41.998           | 1:43.273           | 2:03.095           | 10   |
| 11                       | 10  | Pierre Gasly     | AlphaTauri-RBPT       | 1:41.680           | 1:43.702           |                    | 11   |
| 12                       | 77  | Valtteri Bottas  | Alfa Romeo-Ferrari    | 1:41.396           | 1:44.232           |                    | 12   |
| 13                       | 22  | Yuki Tsunoda     | AlphaTauri-RBPT       | 1:41.893           | 1:44.311           |                    | 13   |
| 14                       | 3   | Daniel Ricciardo | McLaren-Mercedes      | 1:41.933           | 1:44.355           |                    | 14   |
| 15                       | 31  | Esteban Ocon     | Alpine-Renault        | 1:41.730           | 1:45.190           |                    | 15   |
| 16                       | 23  | Alexander Albon  | Williams-Mercedes     | 1:42.078           |                    |                    | 16   |
| 17                       | 20  | Kevin Magnussen  | Haas-Ferrari          | 1:42.159           |                    |                    | 17   |
| 18                       | 5   | Sebastian Vettel | Aston Martin-Mercedes | 1:42.666           |                    |                    | 18   |
| 19                       | 47  | Mick Schumacher  | Haas-Ferrari          | 1:42.708           |                    |                    | 19   |
| 20                       | 18  | Lance Stroll     | Aston Martin-Mercedes | 1:43.430           |                    |                    | 20   |
| Q1 107% tijd: 1:46.068 * |     |                  |                       |                    |                    |                    |      |

* Omdat de kwalificatie op een nat circuit werd verreden was de 107% tijd-regel niet van kracht.

## Wedstrijd
Carlos Sainz jr. startte zijn honderdvijftigste race vanaf de eerste plaats, hij behaalde de eerste Grand Prix-overwinning in zijn carrière.
| Pos.               | Nr. | Coureur          | Constructeur          | Rondes | Tijd / Oorzaak Uitval | Grid | Punten |
| ------------------ | --- | ---------------- | --------------------- | ------ | --------------------- | ---- | ------ |
| 1                  | 55  | Carlos Sainz jr. | Ferrari               | 52     | 2:17:50.311           | 1    | 25     |
| 2                  | 11  | Sergio Pérez     | Red Bull Racing-RBPT  | 52     | +3.779                | 4    | 18     |
| 3                  | 44  | Lewis Hamilton   | Mercedes              | 52     | +6.225                | 5    | 16S    |
| 4                  | 16  | Charles Leclerc  | Ferrari               | 52     | +8.546                | 3    | 12     |
| 5                  | 14  | Fernando Alonso  | Alpine-Renault        | 52     | +9.571                | 7    | 10     |
| 6                  | 4   | Lando Norris     | McLaren-Mercedes      | 52     | +11.943               | 6    | 8      |
| 7                  | 1   | Max Verstappen   | Red Bull Racing-RBPT  | 52     | +18.777               | 2    | 6      |
| 8                  | 47  | Mick Schumacher  | Haas-Ferrari          | 52     | +18.995               | 19   | 4      |
| 9                  | 5   | Sebastian Vettel | Aston Martin-Mercedes | 52     | +22.356               | 18   | 2      |
| 10                 | 20  | Kevin Magnussen  | Haas-Ferrari          | 52     | +24.590               | 17   | 1      |
| 11                 | 18  | Lance Stroll     | Aston Martin-Mercedes | 52     | +26.147               | 20   |        |
| 12                 | 6   | Nicholas Latifi  | Williams-Mercedes     | 52     | +32.511               | 10   |        |
| 13                 | 3   | Daniel Ricciardo | McLaren-Mercedes      | 52     | +32.817               | 14   |        |
| 14                 | 22  | Yuki Tsunoda     | AlphaTauri-RBPT       | 52     | +40.910               | 13   |        |
| DNF                | 31  | Esteban Ocon     | Alpine-Renault        | 37     | Brandstofpomp         | 15   |        |
| DNF                | 10  | Pierre Gasly     | AlphaTauri-RBPT       | 26     | Schade door botsing   | 11   |        |
| DNF                | 77  | Valtteri Bottas  | Alfa Romeo-Ferrari    | 20     | Versnellingsbak       | 12   |        |
| DNF                | 63  | George Russell   | Mercedes              | 0      | Ongeluk               | 8    |        |
| DNF                | 24  | Zhou Guanyu      | Alfa Romeo-Ferrari    | 0      | Ongeluk               | 9    |        |
| DNF                | 23  | Alexander Albon  | Williams-Mercedes     | 0      | Ongeluk               | 16   |        |
| Bron: formula1.com |     |                  |                       |        |                       |      |        |

S Lewis Hamilton reed voor de zestigste keer in zijn carrière een snelste ronde en behaalde hiermee een extra punt.

## Tussenstanden wereldkampioenschap
Betreft tussenstanden voor het wereldkampioenschap na afloop van de race.

### Coureurs
| Pos. | Nr. | Coureur          | Constructeur         | Punten |
| ---- | --- | ---------------- | -------------------- | ------ |
| 1    | 1   | Max Verstappen   | Red Bull Racing-RBPT | 181    |
| 2    | 11  | Sergio Pérez     | Red Bull Racing-RBPT | 147    |
| 3    | 16  | Charles Leclerc  | Ferrari              | 138    |
| 4    | 55  | Carlos Sainz jr. | Ferrari              | 127    |
| 5    | 63  | George Russell   | Mercedes             | 111    |
| 6    | 44  | Lewis Hamilton   | Mercedes             | 93     |
| 7    | 4   | Lando Norris     | McLaren-Mercedes     | 58     |
| 8    | 77  | Valtteri Bottas  | Alfa Romeo-Ferrari   | 46     |
| 9    | 31  | Esteban Ocon     | Alpine-Renault       | 39     |
| 10   | 14  | Fernando Alonso  | Alpine-Renault       | 28     |

### Constructeurs
| Pos. | Constructeur          | Punten |
| ---- | --------------------- | ------ |
| 1    | Red Bull Racing-RBPT  | 328    |
| 2    | Ferrari               | 265    |
| 3    | Mercedes              | 204    |
| 4    | McLaren-Mercedes      | 73     |
| 5    | Alpine-Renault        | 67     |
| 6    | Alfa Romeo-Ferrari    | 51     |
| 7    | AlphaTauri-RBPT       | 27     |
| 8    | Haas-Ferrari          | 20     |
| 9    | Aston Martin-Mercedes | 18     |
| 10   | Williams-Mercedes     | 3      |